# Jogos Pan-Americanos de 2011
Os Jogos Pan-Americanos de 2011, oficialmente denominados XVI Jogos Pan-Americanos, foram um evento multiesportivo realizado em Guadalajara, no México, entre os dias 14 e 30 de outubro. Apesar dos Jogos serem sediados em Guadalajara, alguns eventos foram realizados em cidades próximas, como Ciudad Guzmán, Puerto Vallarta, Lagos de Moreno e Tapalpa. Guadalajara foi escolhida para sediar o evento por unanimidade numa eleição realizada em 2006, quando era a única cidade candidata na disputa. Seguindo a tradição da Organização Desportiva Pan-Americana (ODEPA), o governador de Jalisco, Emilio González Márquez, e o então prefeito de Guadalajara, Alfonso Petersen Farah, receberam a bandeira pan-americana durante a cerimônia de encerramento dos Jogos Pan-Americanos de 2007, no Rio de Janeiro.
Os Jogos Pan-Americanos foram o segundo maior evento multiesportivo do ano, contando com a participação de mais de 6 000 atletas de 42 países participantes em 36 esportes. Tanto os Jogos Pan-Americanos quanto os Jogos Parapan-Americanos de 2011 foram organizados pelo Comitê Organizador dos Pan-Americanos de Guadalajara (COPAG). Os Jogos Parapan-Americanos tiveram início 20 dias após o final dos Jogos Pan-Americanos. Esta foi a terceira ocasião em que o México sediou uma edição dos Jogos. As edições de 1955 e 1975 ocorreram na Cidade do México.

## Organização

### Escolha da cidade-sede
A Organização Desportiva Pan-Americana (ODEPA) selecionou Guadalajara para sediar os Jogos Pan-Americanos de 2011 por unanimidade no dia 2 de junho de 2006, durante a 44ª Assembleia Geral da organização, realizada em Buenos Aires, Argentina. Guadalajara foi a única cidade a se candidatar oficialmente para sediar os Jogos Pan-Americanos de 2011. Isto pode ter ocorrido, em parte, devido à falta de anúncio do período de candidatura para o evento. Guadalajara inicialmente se candidatou para os Jogos Pan-Americanos de 2003, que foram realizados em Santo Domingo, República Dominicana. San Antonio, no estado norte-americano do Texas, que se candidatou para os Jogos de 2007 não quis se candidatar para os Jogos de 2011.

### Infraestrutura e orçamento
Inspirando-se nos Jogos Pan-Americanos de 2003 de Santo Domingo, a cidade de Guadalajara aproveitou os Jogos como uma forma eficaz de construir infra-estrutura desportiva, segundo Ivar Sisniega, diretor de relações internacionais e de esportes do COPAG. Os Jogos impulsionaram a construção de novos hotéis, a renovação da área central da cidade e a construção de um segundo terminal no aeroporto da cidade. Horácio de la Vega, diretor de marketing do COPAG, cita os Jogos Olímpicos de Verão de 1992 como inspiração. Segundo ele, "Barcelona não era Barcelona antes dos Jogos Olímpicos. Num sentido mais modesto, estamos fazendo o mesmo em Guadalajara". O orçamento do evento esteve estimado em cerca de US$ 200 milhões para a infra-estrutura esportiva. O orçamento total esteve estimado em aproximadamente US$ 250 milhões. Parte do financiamento beneficiou a população em geral, através da melhoria de ruas e do transporte público. No entanto, conforme os Jogos se aproximavam, foi revelado que os custos de construção dos centros desportivos e dos alojamentos dos atletas mais do que triplicaram, atingindo a ordem de US$ 750 milhões.
Os Jogos de 2011 arrecadaram mais de US$ 50 milhões através da venda dos direitos de transmissão do evento em televisão, quantia maior daquela arrecadada pelos Jogos anteriores no Rio de Janeiro. O COPAG espera arrecadar cerca de US$ 70 milhões ao final dos Jogos. O comitê organizador também espera vender cerca de um milhão de ingressos, disponibilizados ao público desde 13 de maio de 2011.

### Marketing e patrocínio

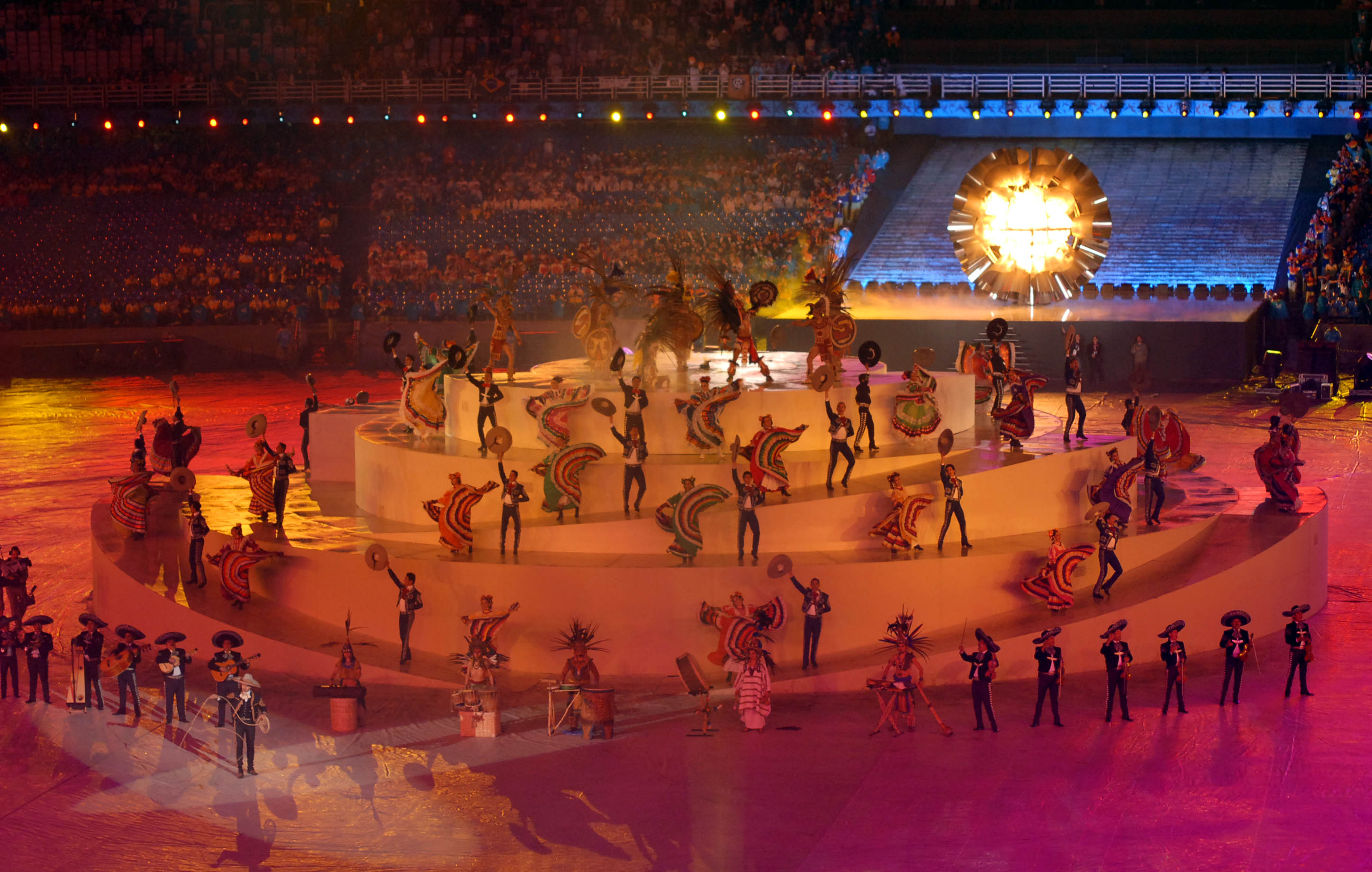
Apresentação de Guadalajara durante a cerimônia de encerramento dos Jogos Pan-Americanos de 2007.

As ações de marketing de Guadalajara começaram ainda em 2007, durante a cerimônia de encerramento dos Jogos Pan-Americanos de 2007, no Rio de Janeiro. Em seguida, os governos de Jalisco e de Guadalajara deram início a uma campanha de larga escala, através da instalação de outdoors fazendo referências aos Jogos. As duas maiores redes de televisão do México, Televisa e TV Azteca, assinaram contrato para transmitir os Jogos e começaram a fazer referências aos mesmos em sua programação diária. Como forma de ajudar a promover o evento, atletas mexicanos famosos, tais como o mergulhador Fernando Platas e a golfista Lorena Ochoa foram nomeados embaixadores dos Jogos. Além disso, após assinar um contrato com a Sky México, o COPAG anunciou um acordo de marketing entre as duas partes. A operadora de televisão por assinatura começou a divulgar os Jogos em todos os países em que opera, criando também um canal especialmente para divulgar o evento. Durante os Jogos, as aulas foram suspensas, dando aos alunos a oportunidade de participar do evento.
Quatro empresas patrocinaram oficialmente os Jogos Pan-Americanos de 2011: Scotiabank, Telcel, Nissan e Telmex. Alguns dos centros esportivos receberam o nome dos patrocinadores, como o Centro Aquático Scotiabank, o Complexo Nissan de Ginástica, o Complexo Telcel de Tênis e o Estádio Telmex de Atletismo. A Children International, uma organização humanitária dedicada à assistência de mais de 14 000 crianças pobres no México e mais de 212 000 em toda a América Latina foi a principal benfeitora oficial dos Jogos Pan-Americanos. Além disso, houve outros patrocinadores dos Jogos, intitulados de "segundo nível" e de "terceiro nível" pelo COPAG, tais quais a Technogym e outras empresas, responsáveis por alimentação, equipamentos desportivos, segurança e logística do evento.

### Mascotes

Os mascotes dos Jogos Pan-Americanos de 2011: Gavo, Leo e Huichi, da esquerda para a direita.

As mascotes para os Jogos Pan-Americanos e Parapan-Americanos de 2011 são Huichi (uma corsa), Gavo (um agave) e Leo (um leão). O Comitê Organizador dos Pan-Americanos de Guadalajara (COPAG) revelou os mascotes no anfiteatro da Plaza Andares, em Guadalajara no dia 28 de novembro de 2009, sendo que os nomes deles foram revelados em 10 de fevereiro de 2010. Os criadores dos mascotes receberam US$ 2.584 cada. José Luis Andrade criou o leão, Ángel Barba Barrera criou o cervo e Fernando Sánchez criou o agave.
As mascotes representam o estado de Jalisco e a cidade de Guadalajara:
- Gavo — O agave azul, representa a produção de tequila no estado de Jalisco.
- Huichi  — A corsa lilás, representa o sul de Jalisco e faz alusão aos Huichóis e à feminilidade.
- Leo — O leão amarelo, representa a força do povo de Guadalajara e faz alusão ao brasão da cidade.

Ao final das cerimônias de premiação, além das medalhas de ouro, prata e bronze, os atletas receberam um dos três mascotes no formato de pelúcia.

### Instalações

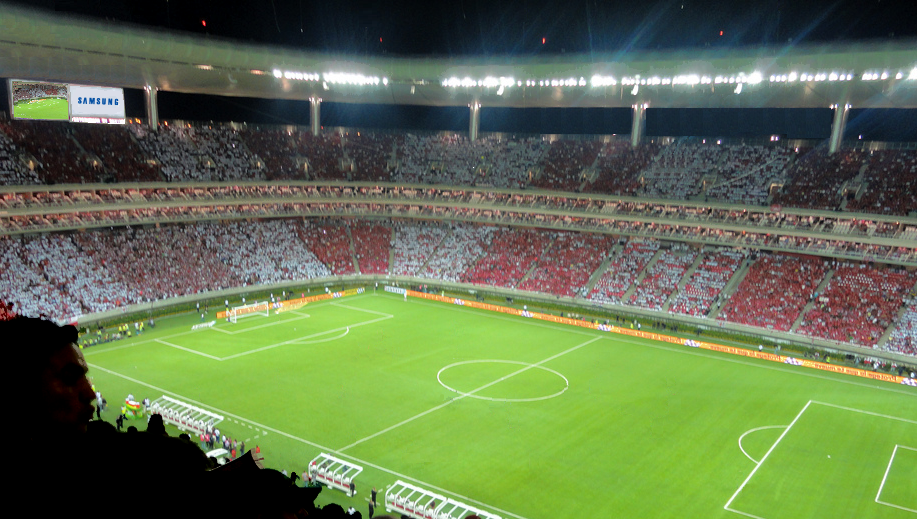
A cerimônia de abertura dos Jogos realizada no Estádio Omnilife.

A maioria das instalações construídas para os Jogos são modestas e possuem assentos temporários; a intenção é que elas sejam utilizadas no futuro como locais de treinamento para atletas de elite ou como locais de ensino para a comunidade. O centro aquático possui 4 000 assentos, duas piscinas olímpicas e uma piscina para saltos ornamentais. O centro de atletismo, que conta com 15 000 assentos, voltará a ser uma arena de 5 000 lugares após os Jogos. Os Jogos de 2011 foram realizados em todo o estado de Jalisco, em locais tão distantes quanto Puerto Vallarta, cidade a cerca de 200 quilômetros de Guadalajara, sede das competições de vela, maratona aquática, triatlo e voleibol de praia. Outras cidades co-sedes do evento foram Tapalpa (mountain bike), Ciudad Guzmán (remo e canoagem) e Lagos de Moreno (beisebol).
As cerimônias de abertura e de encerramento foram realizadas no Estádio Omnilife, de 49 500 assentos, construído em 2010 para o Club Deportivo Guadalajara. A maioria das instalacões dos Jogos foram construídas ou ampliadas temporariamente. Entre os locais já existentes em Guadalajara estão o Fórum de Halterofilismo e o Domo do CODE. No total, cerca de 35 centros desportivos estão sendo utilizados; a maioria deles foi construída especificamente para o evento.
Dez novos complexos foram planejados, incluindo uma arena de voleibol, um velódromo coberto, um campo de tiro e uma arena de basquetebol. O ginásio de ginástica, que custou US$ 5,5 milhões, foi inaugurado em março de 2008. Originalmente, o Estádio Jalisco, com capacidade para 56 713 espectadores, seria o local das cerimônias de abertura e encerramento, mas o comitê organizador decidiu transferi-las para o mais novo e mais tecnologicamente avançado Estádio Omnilife. Ao transferir as cerimônias para o Omnilife, os organizadores deixaram de lado a oportunidade de realizar um desfile pelas ruas de Guadalajara e de usar projetores e fogos de artifício.

### Revezamento da tocha

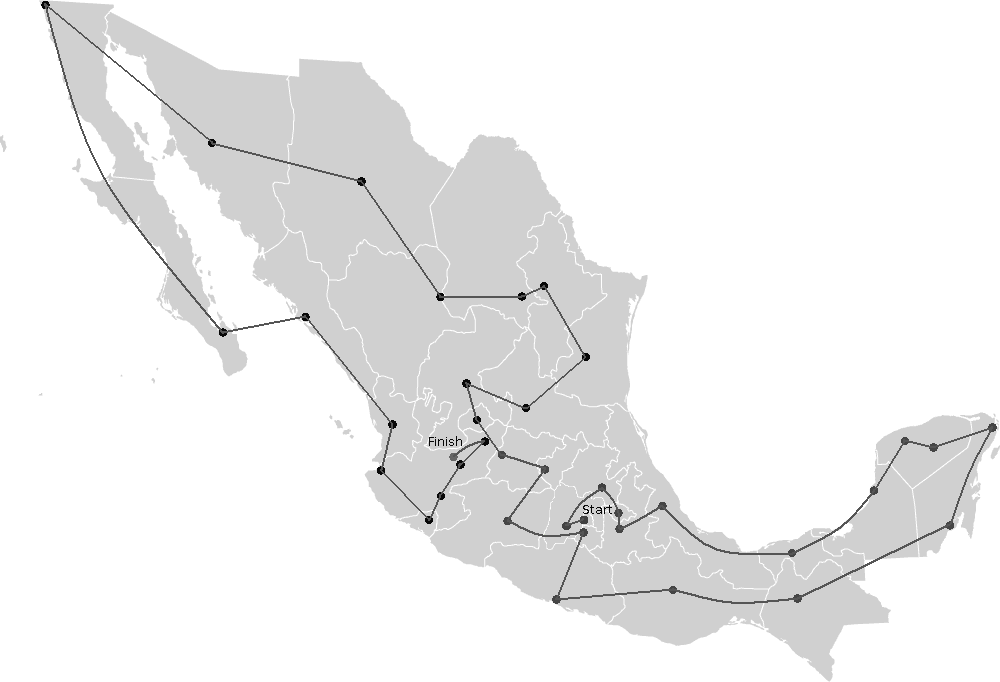
Percurso da tocha pan-americana.

A Tocha Pan-Americana foi acesa em Teotihuacan no dia 26 de agosto de 2011. Ela viajou das pirâmides desse sítio arqueológico (Sierra de la Estrella e Pirâmide do Sol) — local escolhido pela ODEPA para acender a chama desde 1991 — até o Estádio Omnilife. A chama chegou ao estádio em 14 de outubro, durante a cerimônia de abertura dos Jogos. O design da tocha retrata folhas de agave protegendo a chama Pan-Americana. Esta planta é um tema recorrente dos Jogos, podendo ser vista no logotipo e em um dos mascotes. A tocha foi projetada pela empresa chinesa Vatti, que também projetou a tocha para os Jogos Olímpicos de 2008. O revezamento da tocha inteiro está sendo organizado pelo Comitê Olímpico do México.
A tocha realizou uma viagem de 50 dias por todos os 32 estados mexicanos. Cerca de 3 500 pessoas tiveram a oportunidade de carregar a tocha durante sua jornada de 15 000 quilômetros pelo México. Indivíduos maiores de dezesseis anos de idade, assim como, pela primeira vez, pessoas com necessidades especiais foram autorizados a carregar a tocha. Ela chegou nas cidades co-anfitriãs de Puerto Vallarta em 9 de outubro, de Ciudad Guzmán em 11 de outubro, de Tapalpa em 12 de outubro e de Lagos de Moreno em 13 de outubro. Em 14 de outubro chegou em Guadalajara, onde foi tradicionalmente carregada até a cerimônia de abertura no Estádio Omnilife. O revezamento da tocha foi patrocinado por uma empresa de nutrição local chamada Grupo Omnilife.

## Os Jogos

Mapa das 41 nações participantes.

### Cerimônia de abertura
A cerimônia de abertura dos Jogos Pan-Americanos ocorreu no dia 14 de outubro de 2011, a partir das 18:00 horas CST (00:30 UTC, 15 de outubro) no Estádio Omnilife em Guadalajara. A cerimônia foi produzida pela Five Currents, cujo trabalho inclui, entre outros, a cerimônia de abertura dos Jogos Olímpicos de Inverno de 2002.

### Países participantes
Todos os 42 membros da ODEPA participaram do evento. O Comitê Olímpico das Antilhas Neerlandesas, que planejava continuar funcionando mesmo após a dissolução das Antilhas Neerlandesas, teve sua filiação ao Comitê Olímpico Internacional retirada durante uma sessão do comitê executivo da entidade em junho de 2011. No entanto, o território competiu pela última vez nos Jogos Pan-Americanos sob a bandeira da ODEPA.
Em parênteses, o número de competidores de cada país.
| \| - ANT Antígua e Barbuda (8) - AHO Antilhas Neerlandesas (7) - ARG Argentina (381) - ARU Aruba (15) - BAH Bahamas (23) - BAR Barbados (41) - BIZ Belize (11) - BER Bermudas (14) - BOL Bolívia (20) - BRA Brasil (519) - CAN Canadá (493) - CHI Chile (308) - COL Colômbia (213) - CRC Costa Rica (82) \| - CUB Cuba (442) - DMA Dominica (4) - ESA El Salvador (59) - ECU Equador (161) - USA Estados Unidos (627) - GRN Granada (6) - GUA Guatemala (139) - GUY Guiana (19) - HAI Haiti (4) - HON Honduras (24) - CAY Ilhas Cayman (12) - ISV Ilhas Virgens Americanas (16) - IVB Ilhas Virgens Britânicas (1) - JAM Jamaica (24) \| - MEX México (646) – país sede - NCA Nicarágua (31) - PAN Panamá (49) - PAR Paraguai (31) - PER Peru (139) - PUR Porto Rico (226) - DOM República Dominicana (200) - LCA Santa Lúcia (7) - SKN São Cristóvão e Neves (6) - VIN São Vicente e Granadinas (5) - SUR Suriname (7) - TRI Trinidad e Tobago (70) - URU Uruguai (90) - VEN Venezuela (387) \| | | |
| - ANT Antígua e Barbuda (8) - AHO Antilhas Neerlandesas (7) - ARG Argentina (381) - ARU Aruba (15) - BAH Bahamas (23) - BAR Barbados (41) - BIZ Belize (11) - BER Bermudas (14) - BOL Bolívia (20) - BRA Brasil (519) - CAN Canadá (493) - CHI Chile (308) - COL Colômbia (213) - CRC Costa Rica (82) | - CUB Cuba (442) - DMA Dominica (4) - ESA El Salvador (59) - ECU Equador (161) - USA Estados Unidos (627) - GRN Granada (6) - GUA Guatemala (139) - GUY Guiana (19) - HAI Haiti (4) - HON Honduras (24) - CAY Ilhas Cayman (12) - ISV Ilhas Virgens Americanas (16) - IVB Ilhas Virgens Britânicas (1) - JAM Jamaica (24) | - MEX México (646) – país sede - NCA Nicarágua (31) - PAN Panamá (49) - PAR Paraguai (31) - PER Peru (139) - PUR Porto Rico (226) - DOM República Dominicana (200) - LCA Santa Lúcia (7) - SKN São Cristóvão e Neves (6) - VIN São Vicente e Granadinas (5) - SUR Suriname (7) - TRI Trinidad e Tobago (70) - URU Uruguai (90) - VEN Venezuela (387) |

### Modalidades
Além dos 26 esportes disputados nos Jogos Olímpicos, foram incluídos no programa de 2011 o rugby sevens, o raquetebol, a pelota basca, o beisebol, o boliche, o esqui aquático, o caratê, a patinação sobre rodas, o softbol e o squash, o que leva a um total de 36 esportes. Se esportes como saltos ornamentais, que são considerados uma sub-divisão dos esportes aquáticos, forem considerados individualmente, o número total de esportes sobe para 40. O futsal, que havia estreado nos Jogos Pan-Americanos de 2007 a pedido do Comitê Olímpico Brasileiro, foi excluído pelo COPAG. O rugby sevens substituiu o futsal nos Jogos de 2011, aparecendo no programa dos Jogos pela primeira vez. O raquetebol e a pelota basca retornaram após não terem sido incluídos no programa dos Jogos passados. No total, houve disputas em 361 eventos desportivos. Assim como os Jogos Olímpicos, os Pan-Americanos tiveram etapas eliminatórias para cada esporte. Quinze dos atuais 26 esportes olímpicos usaram os Jogos Pan-Americanos como etapa eliminatória para os Jogos Olímpicos de Verão de 2012 em Londres, no Reino Unido, tais como o handebol, a canoagem e o pentatlo moderno.
Na lista abaixo, o número de eventos de cada esporte está entre parêntesis:
| - Atletismo (47) - Badminton (5) - Basquetebol (2) - Beisebol (1) [a] - Boliche (4) [a] - Boxe (13) - Canoagem (12) - Caratê (10) [a] - Ciclismo (18) - Esgrima (12) - Esqui aquático (9) [a] - Futebol (2) - Ginástica (24) - Handebol (2) | - Hipismo (6) - Hóquei sobre grama (2) - Judô (14) - Levantamento de peso (15) - Lutas (18) - Nado sincronizado (2) - Natação (34) - Patinação sobre rodas (8) [a] - Pelota basca (10) [a] - Pentatlo moderno (2) - Polo aquático (2) - Raquetebol (6) [a] - Remo (14) | - Rugby sevens (1) [a] - Saltos ornamentais (8) - Softbol (1) [a] - Squash (6) [a] - Taekwondo (8) - Tênis (5) - Tênis de mesa (4) - Tiro esportivo (15) - Tiro com arco (4) - Triatlo (2) - Vela (9) - Voleibol (2) - Voleibol de praia (2) |

a  Modalidades não-olímpicas.

### Calendário
As caixas em azul representam uma competição, ou um evento qualificatório de determinada data. As caixas em amarelo representam um dia de competição valendo medalha. Os números dentro das caixas representam a quantidade de medalhas de ouro distribuída por aquele esporte naquele dia. A coluna T representa o total de finais do esporte.
| ● | Cerimônia de abertura | ● | Competições | ● | Finais de competições | ● | Cerimônia de encerramento |

| Outubro               | 14 | 15 | 16 | 17 | 18 | 19 | 20 | 21 | 22 | 23 | 24 | 25 | 26 | 27 | 28 | 29 | 30 | T   |
| --------------------- | -- | -- | -- | -- | -- | -- | -- | -- | -- | -- | -- | -- | -- | -- | -- | -- | -- | --- |
| Cerimônias            | ●  |    |    |    |    |    |    |    |    |    |    |    |    |    |    |    | ●  |     |
| Atletismo             |    |    |    |    |    |    |    |    |    | 3  | 5  | 6  | 9  | 10 | 12 | 1  | 1  | 47  |
| Badminton             |    |    |    |    |    | 2  | 3  |    |    |    |    |    |    |    |    |    |    | 5   |
| Basquetebol           |    |    |    |    |    |    |    |    |    |    |    | 1  |    |    |    |    | 1  | 2   |
| Beisebol              |    |    |    |    |    |    |    |    |    |    |    | 1  |    |    |    |    |    | 1   |
| Boliche               |    |    |    |    |    |    |    |    |    |    |    | 2  |    | 2  |    |    |    | 4   |
| Boxe                  |    |    |    |    |    |    |    |    |    |    |    |    |    |    | 6  | 7  |    | 13  |
| Canoagem              |    |    |    |    |    |    |    |    |    |    |    |    | 1  | 1  | 6  | 4  |    | 12  |
| Caratê                |    |    |    |    |    |    |    |    |    |    |    |    |    | 2  | 4  | 4  |    | 10  |
| Ciclismo              |    | 2  | 2  | 3  | 2  | 2  | 3  | 2  | 2  |    |    |    |    |    |    |    |    | 18  |
| Esgrima               |    |    |    |    |    |    |    |    |    |    | 2  | 2  | 2  | 2  | 2  | 2  |    | 12  |
| Esqui aquático        |    |    |    |    |    |    |    |    | 3  | 6  |    |    |    |    |    |    |    | 9   |
| Futebol               |    |    |    |    |    |    |    |    |    |    |    |    |    | 1  | 1  |    |    | 2   |
| Ginástica             |    | 1  | 1  | 3  | 5  |    |    |    |    |    | 1  | 1  | 2  | 5  | 5  | G  |    | 24  |
| Handebol              |    |    |    |    |    |    |    |    |    | 1  | 1  |    |    |    |    |    |    | 2   |
| Hipismo               |    |    | 1  |    |    | 1  |    |    |    | 2  |    |    |    | 1  |    | 1  |    | 6   |
| Hóquei sobre a grama  |    |    |    |    |    |    |    |    |    |    |    |    |    |    | 1  | 1  |    | 2   |
| Judô                  |    |    |    |    |    |    |    |    |    |    |    |    | 3  | 4  | 4  | 3  |    | 14  |
| Levantamento de peso  |    |    |    |    |    |    |    |    |    | 3  | 3  | 3  | 3  | 3  |    |    |    | 15  |
| Lutas                 |    |    |    |    |    |    | 4  | 3  | 4  | 4  | 3  |    |    |    |    |    |    | 18  |
| Nado sincronizado     |    |    |    |    |    |    | 1  | 1  |    |    |    |    |    |    |    |    |    | 2   |
| Natação               |    | 5  | 5  | 4  | 5  | 5  | 4  | 4  | 2  |    |    |    |    |    |    |    |    | 34  |
| Patinação sobre rodas |    |    |    |    |    |    |    |    |    |    | 2  |    | 2  | 4  |    |    |    | 8   |
| Pelota basca          |    |    |    |    |    |    |    |    |    |    |    |    | 4  | 6  |    |    |    | 10  |
| Pentatlo moderno      |    | 1  | 1  |    |    |    |    |    |    |    |    |    |    |    |    |    |    | 2   |
| Polo aquático         |    |    |    |    |    |    |    |    |    |    |    |    |    |    | 1  | 1  |    | 2   |
| Raquetebol            |    |    |    |    |    |    |    |    | 4  |    |    | 2  |    |    |    |    |    | 6   |
| Remo                  |    |    |    | 4  | 5  | 5  |    |    |    |    |    |    |    |    |    |    |    | 14  |
| Rugby sevens          |    |    |    |    |    |    |    |    |    |    |    |    |    |    |    |    | 1  | 1   |
| Saltos ornamentais    |    |    |    |    |    |    |    |    |    |    |    |    | 2  | 2  | 2  | 2  |    | 8   |
| Softbol               |    |    |    |    |    |    |    |    |    | 1  |    |    |    |    |    |    |    | 1   |
| Squash                |    |    |    | 4  |    | 1  | 1  |    |    |    |    |    |    |    |    |    |    | 6   |
| Taekwondo             |    | 2  | 2  | 2  | 2  |    |    |    |    |    |    |    |    |    |    |    |    | 8   |
| Tênis                 |    |    |    |    |    |    |    | 3  | 2  |    |    |    |    |    |    |    |    | 5   |
| Tênis de mesa         |    |    |    | 2  |    |    | 2  |    |    |    |    |    |    |    |    |    |    | 4   |
| Tiro                  |    |    | 2  | 2  | 2  | 3  | 1  | 2  | 3  |    |    |    |    |    |    |    |    | 15  |
| Tiro com arco         |    |    |    |    |    |    |    | 2  | 2  |    |    |    |    |    |    |    |    | 4   |
| Triatlo               |    |    |    |    |    |    |    |    |    | 2  |    |    |    |    |    |    |    | 2   |
| Vela                  |    |    |    |    |    |    |    |    |    | 9  |    |    |    |    |    |    |    | 9   |
| Voleibol              |    |    |    |    |    |    | 1  |    |    |    |    |    |    |    |    | 1  |    | 2   |
| Voleibol de praia     |    |    |    |    |    |    |    | 1  | 1  |    |    |    |    |    |    |    |    | 2   |
| Total                 |    | 11 | 14 | 24 | 21 | 19 | 20 | 18 | 23 | 31 | 17 | 18 | 28 | 43 | 44 | 27 | 3  | 361 |

### Quadro de medalhas
O quadro de medalhas está classificado de acordo com o número de medalhas de ouro, estando as medalhas de prata e bronze como critérios de desempate em caso de países com o mesmo número de ouros.
     País sede destacado.
| Ordem | País                     | Medalha de ouro | Medalha de prata | Medalha de bronze |     |
| ----- | ------------------------ | --------------- | ---------------- | ----------------- | --- |
| 1     | USA Estados Unidos       | 92              | 79               | 65                | 236 |
| 2     | CUB Cuba                 | 58              | 35               | 43                | 136 |
| 3     | BRA Brasil               | 48              | 35               | 58                | 141 |
| 4     | MEX México               | 42              | 41               | 50                | 133 |
| 5     | CAN Canadá               | 30              | 40               | 49                | 119 |
| 6     | COL Colômbia             | 24              | 25               | 35                | 84  |
| 7     | ARG Argentina            | 21              | 19               | 34                | 74  |
| 8     | VEN Venezuela            | 12              | 27               | 33                | 72  |
| 9     | DOM República Dominicana | 7               | 9                | 17                | 33  |
| 10    | ECU Equador              | 7               | 8                | 9                 | 24  |

### Cerimônia de encerramento
A cerimônia de encerramento dos Jogos Pan-Americanos de 2011 ocorreu no dia 30 de outubro, a partir das 18:00 horas CST (00:30 UTC, 31 de outubro) no Estádio Omnilife em Guadalajara. Como parte da tradição, a bandeira da ODEPA foi entregue ao prefeito da próxima cidade-sede: Rob Ford de Toronto.

## Fatos e destaques

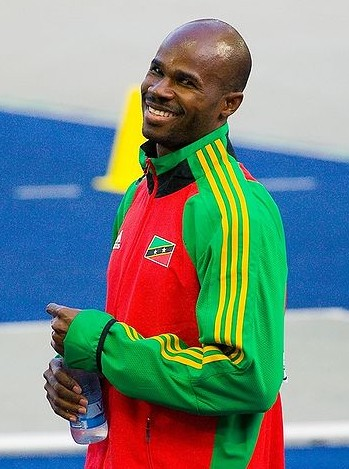
Kim Collins conquistou as primeiras medalhas de São Cristóvão e Névis em Jogos Pan-Americanos.

- A jogadora de voleibol Jaqueline Carvalho sofreu concussão cerebral e fratura cervical após se chocar com a líbero Fabiana de Oliveira durante a primeira partida da Seleção Brasileira de Voleibol Feminino, contra a República Dominicana. Ela ficou caída, sem se mexer, por alguns minutos. Foi retirada de maca e encaminhada imediatamente ao hospital.[35]
- O mesa-tenista Hugo Hoyama se tornou o maior medalhista de ouro do Brasil nesta edição dos Jogos, após conquistar sua décima medalha. Na mesma edição, entretanto, seu recorde foi superado pelo nadador Thiago Pereira, que recebeu sua décima primeira medalha de ouro.[36]
- Leonardo de Deus, estreante dos Jogos Pan-Americanos, recebeu sua medalha de ouro na natação e logo após foi desclassificado devido à sua touca ter mensagens de patrocinadores. Porém, os organizadores do evento foram convocados e sua medalha foi devolvida. O assunto chegou a um dos mais comentados no Twitter. Leonardo tornou-se também, um dos primeiros estreantes dos jogos a conquistar uma medalha de ouro.[37]
- São Cristóvão e Névis conquistou suas primeiras medalhas na história dos Jogos. Foram duas medalhas de prata no atletismo, sendo que nas classificatórias para os 100 metros rasos, Kim Collins bateu o recorde pan-americano, baixando a marca para 10 segundos cravados.[38]
- O nadador Brett Fraser, das Ilhas Cayman, conquistou a primeira medalha de ouro da história do país caribenho. Na prova dos 200 metros livres o irmão de Brett, Shaune Fraser, ainda conquistou a medalha de bronze.[38]

## Transmissão
As imagens do evento foram geridas pela International Sports Broadcasting (ISB). No Brasil, a Central Record de Comunicação adquiriu os direitos de transmissão dos Jogos, tendo negociado a venda dos direitos para a internet com o portal Terra Networks. Em relação aos demais canais de televisão do Brasil, só houve negociações com as emissoras de televisão a cabo SporTV, com a ESPN Brasil e com o BandSports, sendo que no entanto, não se chegou a nenhum acordo final entre as partes. A Sky México adquiriu os direitos de transmissão do evento para o México, América Central e Caribe. A operadora transmitiu 700 horas do evento, sem custos adicionais para seus assinantes.
Os Jogos foram transmitidos para o resto do continente americano através das seguintes emissoras:
- Argentina: TyC Sports
- Brasil: Rede Record[41] e Record News[42][43]
- Canadá: CBC[44]
- Chile: TVN e Canal 13
- Colômbia: Caracol TV e RCN
- México: TVC Deportes, TV Azteca, Sky México[39] e Televisa
- Estados Unidos: ESPN Deportes (em espanhol)[45]

### Uso ilegal das imagens
A Record, que adquiriu os Jogos com exclusividade para o mercado brasileiro, acusou a Rede Globo de usar de maneira ilegal as imagens do evento. A cerimônia de abertura foi exibida no Jornal Nacional, enquanto o Fantástico exibiu a vitória de César Cielo na natação. A Globo atribuiu as imagens à Organização das Telecomunicações Ibero-Americana (OTI). Um mês antes do início do evento, a Record enviou um comunicado às demais emissoras informando que era livre o uso das imagens, desde que contassem com a logomarca da emissora e com o texto "imagens cedidas pela Rede Record", o que não se verificou nas imagens veiculadas pela Globo. O COPAG afirmou estar investigando o caso e disse estar trabalhando para que tal fato não se repita. A Globo, em sua defesa, disse que obteve as imagens através da agência Associated Press e informou estar "verificando com a agência se houve algum erro por parte deles", porém, mais tarde, assumiu o erro. A Record exibiu uma reportagem contendo uma notícia publicada no UOL, porém não exibiu o logotipo do portal, fazendo com que Mauricio Stycer, crítico do site, fizesse uma acusação semelhante à emissora que acusou a Globo, dizendo "A Globo usou imagens dos Jogos Pan-Americanos de forma irregular, mas dois dias depois, questionada pelo UOL, reconheceu o erro. Já a Record, 20 dias depois de exibir a reportagem do UOL Esporte sobre o assunto sem citar o nome e excluindo a logomarca do portal, insiste que não incorreu no mesmo erro de sua concorrente. O uso irregular pela Globo de imagens dos Jogos Pan-Americanos de Guadalajara, noticiado em primeira mão pelo UOL Esporte, foi tema de uma reportagem de três minutos no “Jornal da Record” em 17 de outubro. Apresentada por Ana Paula Padrão, a matéria do repórter Luiz Gustavo acusou a Globo de “desrespeito à lei”, mas incorreu em pecado semelhante ao reproduzir o texto do UOL (“Record acusa Globo de piratear imagens do Pan”) sem citar o nome ou mostrar o logotipo do portal".